# ベーエ
ベーエ（伊: Bee）は、イタリア共和国ピエモンテ州ヴェルバーノ・クジオ・オッソラ県にある、人口約700人の基礎自治体（コムーネ）。

## 地理

### 位置・広がり
| 隣接するコムーネは以下の通り。 - アリッツァーノ - ギッファ - プレメーノ - ヴィニョーネ |

## 行政

### 分離集落
ベーエには、以下の分離集落（フラツィオーネ）がある。
Albagnano, Pian Nava, Roncaccio